# Rio Călimănelul cel Limpede
O Rio Călimănelul cel Limpede é um rio da Romênia, afluente do Rio Călimănel, localizado no distrito de Harghita.